# Walter Pérez Soto
Walter Pérez (Montevideo, 1 de noviembre de 1924 – Lima, 30 de diciembre de 2009) fue un sprinter uruguayo. Compitió en la prueba de 100 metros de los Juegos Olímpicos de Londres de 1948.
Pérez se proclamó campeón nacional de forma ininterrumpida entre 1942 y 1955 en 100 y 200 metros, además de los títulos de Campeón de Sudamérica (1944-1949). Ostentó el récord nacional uruguayo de los 200 metros durante 57 años (1944 a 2001).